# Šentjanž nad Štorami
Šentjanž nad Štorami je naselje v Občini Štore.

## Prebivalstvo
Etnična sestava 1991:
- Slovenci: 190 (95 %)
- Albanci: 4 (2 %)
- Neznano: 6 (3 %)